# Coming Home (Lonestar)
Coming Home è il settimo album in studio del gruppo di musica country statunitense Lonestar, pubblicato nel 2005.

## Tracce
1. You're Like Comin' Home (Brandon Kinney, Brian Dean Maher, Jeremy Stover) – 4:00
2. Doghouse (Jeff Stevens, Jack Sizemore, Britton Cameron) – 3:04
3. I Am a Man (Tom Douglas, Aimee Mayo, Rivers Rutherford) – 4:25
4. I'll Die Tryin' (Stover, Steve Bogard) – 4:02
5. Wild (Bob DiPiero, Richie McDonald, Tom Shapiro) – 3:57
6. Noise (Michael Britt, Brett James) – 3:22
7. Little Town (Jennifer Schott, Danny Orton) – 3:08
8. I Never Needed You (Tommy Lee James, McDonald) – 3:40
9. What's Wrong with That (Frank J. Myers, McDonald, Don Pfrimmer) – 3:17
10. Two Bottles of Beer (Ron Harbin, McDonald) – 4:01
11. I Just Want to Love You (B. James, Dean Sams) – 4:07
12. When I Go Home Again (Walt Aldridge, Gary Baker, McDonald) – 2:59